# 法泉寺 (市川市)
法泉寺（ほうせんじ）は、千葉県市川市にある浄土宗の寺院。

## 歴史
1570年（元亀元年）、得誉恵公によって開山された。
1871年（明治4年）に地域の大火で全焼した。当寺は「行徳・浦安観音霊場三十三ヵ所第13番札所」であるが、この火災で観音堂にあった如意輪観音を失っている。
昭和中期は「荒れ寺に近かった」の状態であった。墓も10基くらいしかなかったという。現在、きちんと寺容が整備され、当寺直営の霊園「行徳墓園」も設けるなど、寺運興隆しつつある。

## 交通アクセス
- 妙典駅より徒歩11分。